# Prato
Prato je italské město v oblasti Toskánsko, hlavní město stejnojmenné provincie. Leží asi 20 km JV od Pistoie a 15 km SZ od Florencie na pravém břehu řeky Bisenzio. Od 80. let 20. století zažívá město ekonomický i demografický rozmach. Je cílem velké imigrace, především Číňanů, kteří zde tvoří největší podíl obyvatelstva ze všech evropských měst. Do roku 1992 bylo město, stejně jako ostatní obce v provincii, součástí Provincie Firenze.

## Geografie
Město se rozkládá mezi Pistoiou a Florencií. Minimální výška nad mořem je 32 m, maximální 818. Protéká jím řeka Bisenzio, přítok Arna.

## Historie
Pahorky v okolí Prata byly osídleny už v paleolitu a později zde vzniklo etruské město, už tehdy středisko tkalcovství. V římské době tudy vedla silnice, osada tu ale vznikla až v raném středověku. V 10. století rod Alberti založil město, které bylo od roku 1106 samostatné. Ve 12. a počátkem 14. století vznikly dvojí hradby a město mělo až 15 tisíc obyvatel. Roku 1326 se Prato dobrovolně poddalo neapolskému králi Robertovi I., aby je chránil před tlakem sousední Florencie, ale už 1351 je neapolská královna prodala právě Florencii. Roku 1512 bylo město vypleněno španělským vojskem, které velkou část obyvatel vyvraždilo. Roku 1653 dostalo Prato status města a vzniklo zde biskupství. V 19. století se město stalo centrem textilního průmyslu a prudce rostlo, další vlna přišla koncem 20. století, kdy v Pratu vznikla veliká čínská kolonie.

## Pamětihodnosti
- Castello dell´Imperatore je mohutná středověká pevnost, vybudovaná ve 13. století za císaře Fridricha II.
- Dóm sv. Štěpána, románská basilika ze 12. století s křížovou lodí ze 14. století, má druhé průčelí z počátku 15. století s venkovní kazatelnou od Donatella z let 1428-1438. Uvnitř je bohatá sochařská výzdoba, fresky od Filipa Lippi a dalších.
- Palazzo pretorio, mohutná cihlová stavba ze 13. století, několikrát rozšiřovaná.
- Palazzo Datini z roku 1383 s cennou malířskou výzdobou.
- V Palazzo degli Alberti ze 12. století je galerie zejména italského umění 14. století.
- Kostel Santa Maria delle Carceri ve tvaru řeckého kříže, založený 1483.
- Kostel San Fabiano z 11. století s mozaikovou podlahou z 9.-11. stol.
- Kostel Sant´Agostino (kolem 1450)
- Textilní muzeum
- Centrum současného umění

## Vývoj počtu obyvatel
Počet obyvatel

## Osobnosti města
- Filippino Lippi (1457 – 1504), malíř, syn malíře Filippa Lippi
- Curzio Malaparte (1898 – 1957), spisovatel a novinář

## Partnerská města
- Albemarle County , Virginie, USA, 1977
- Bir Lehlu, Saharská arabská demokratická republika, 1999
- Ebensee, Rakousko, 1987
- Čchang-čou, Čína, 1987
- Nam Dinh, Vietnam, 1975
- Roubaix, Francie, 1981
- Sarajevo, Bosna a Hercegovina, 1997
- Wangen im Allgäu, Bádensko-Württembersko, Německo, 1988

## Galerie

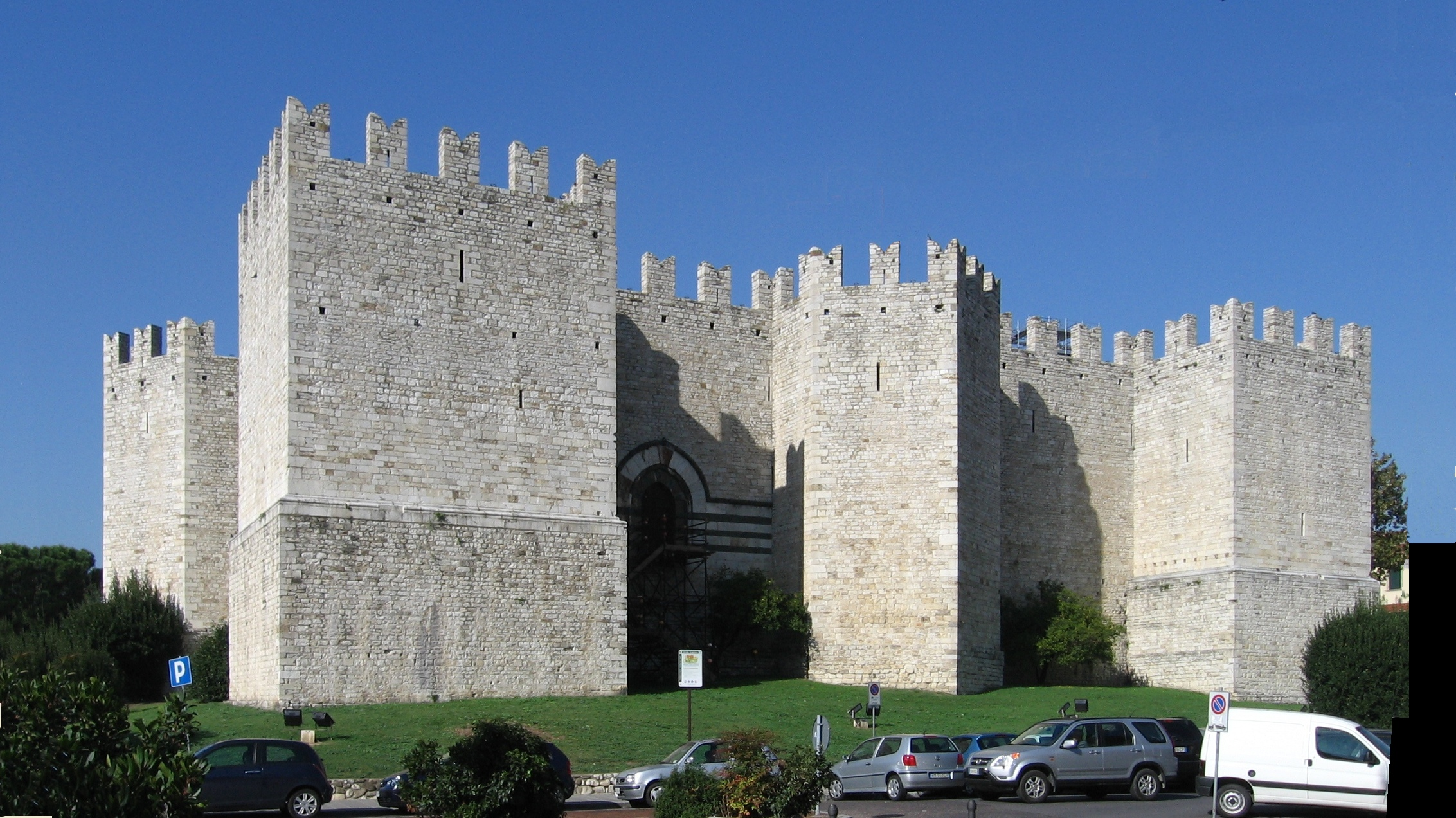
Císařský hrad od JV
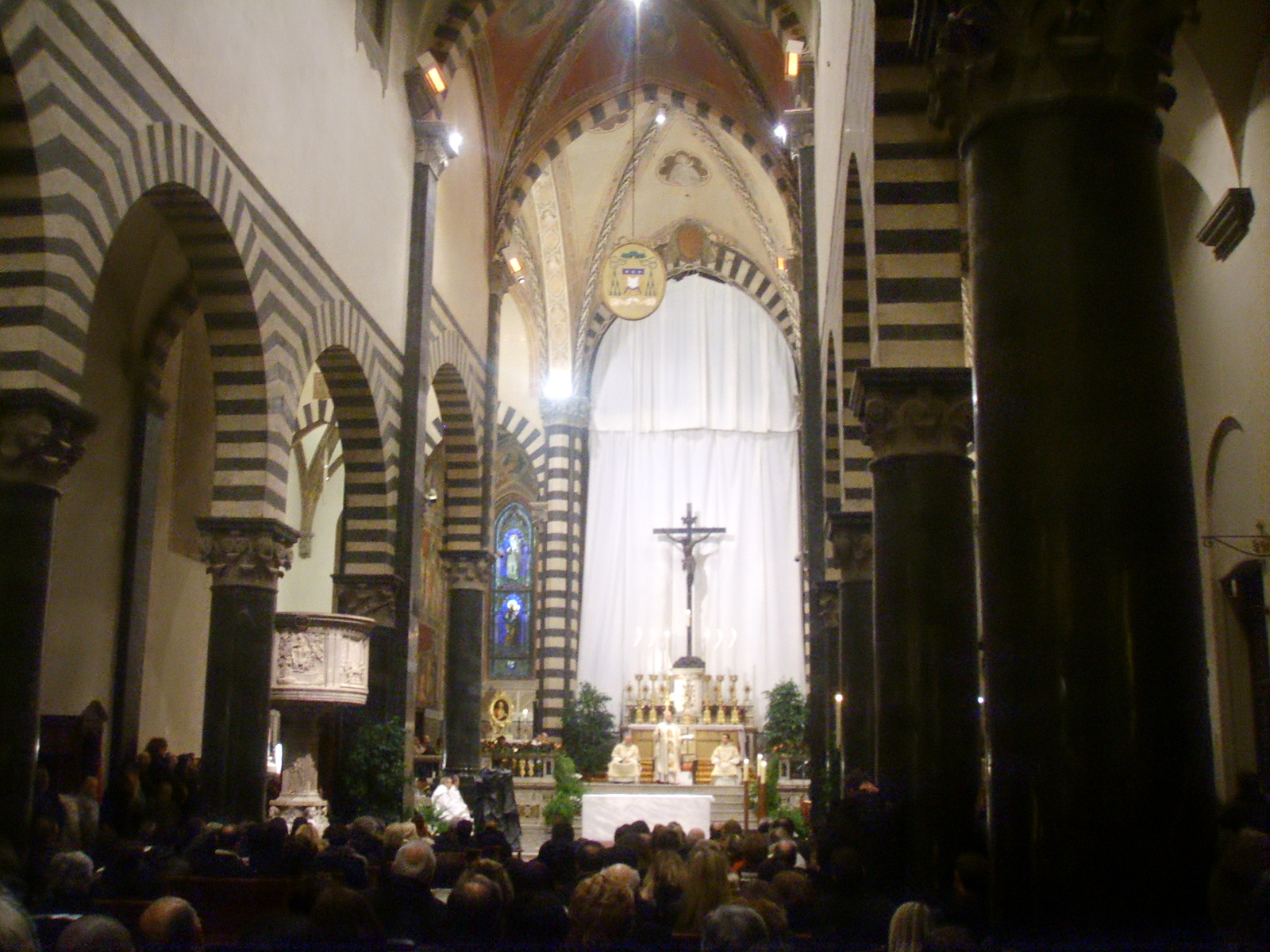
Dóm, vnitřek
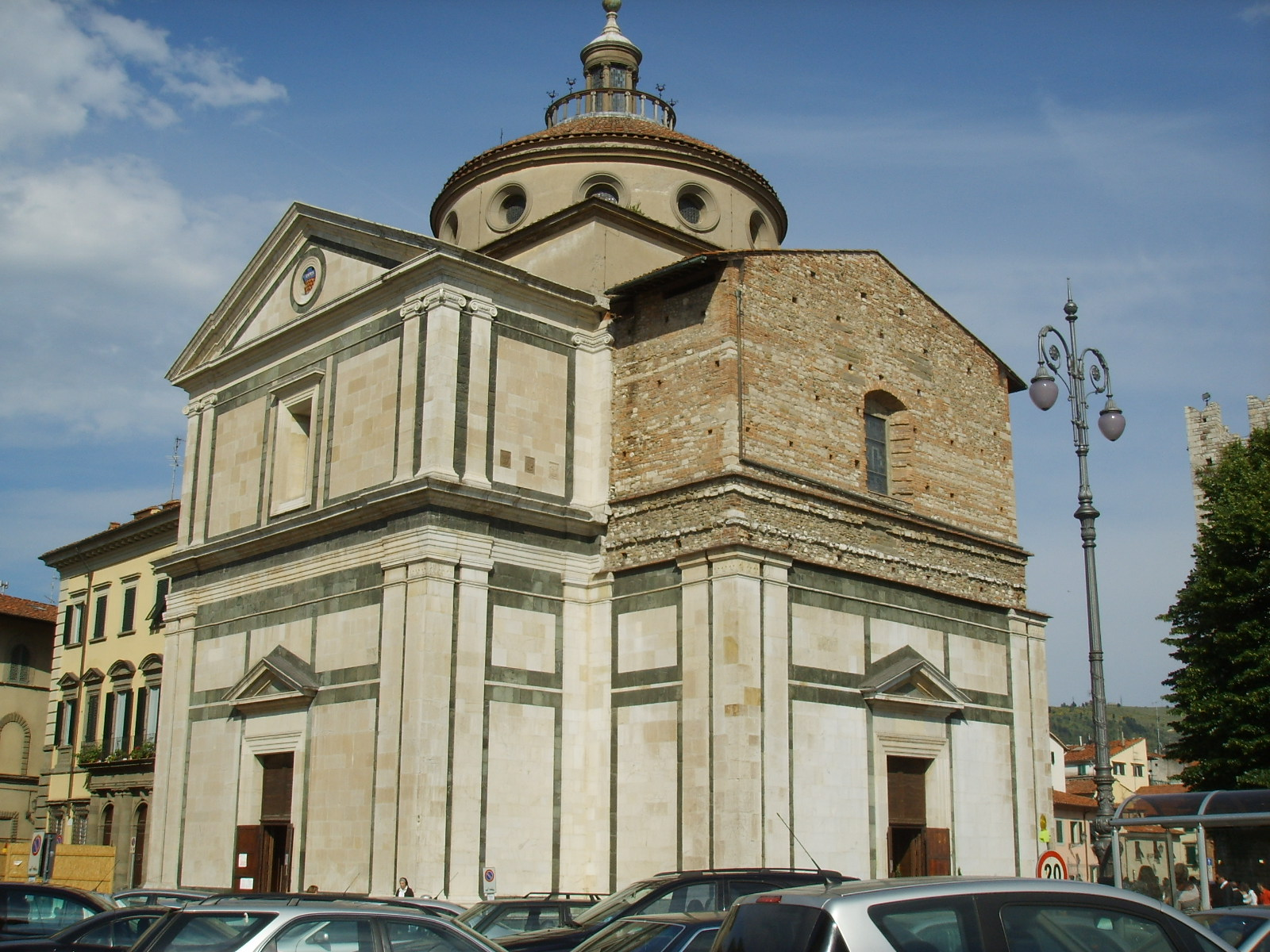
S. Maria delle Carceri
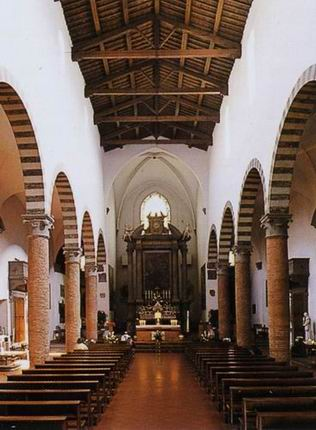
Sant´Agostino
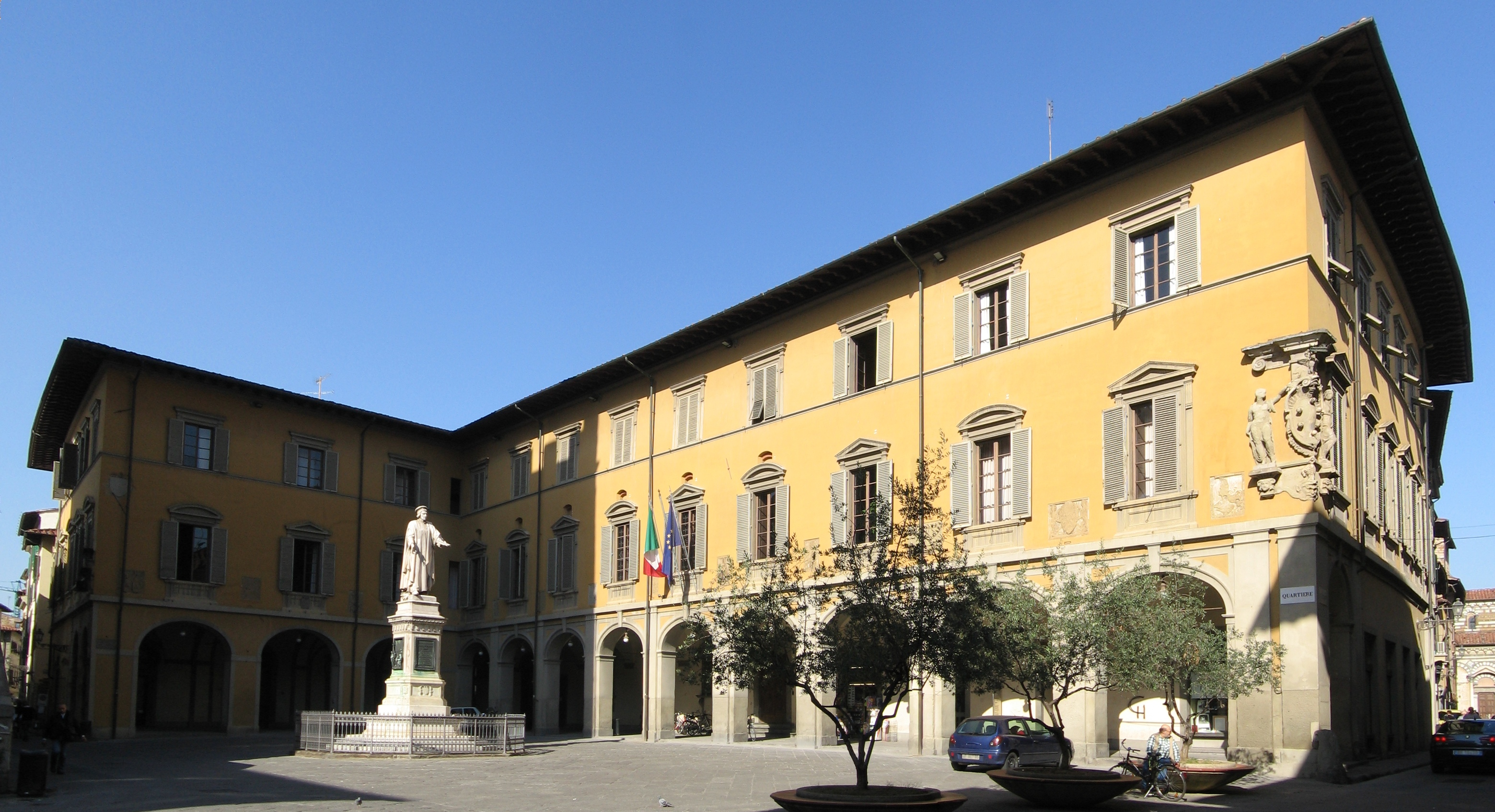
Palazzo comunale
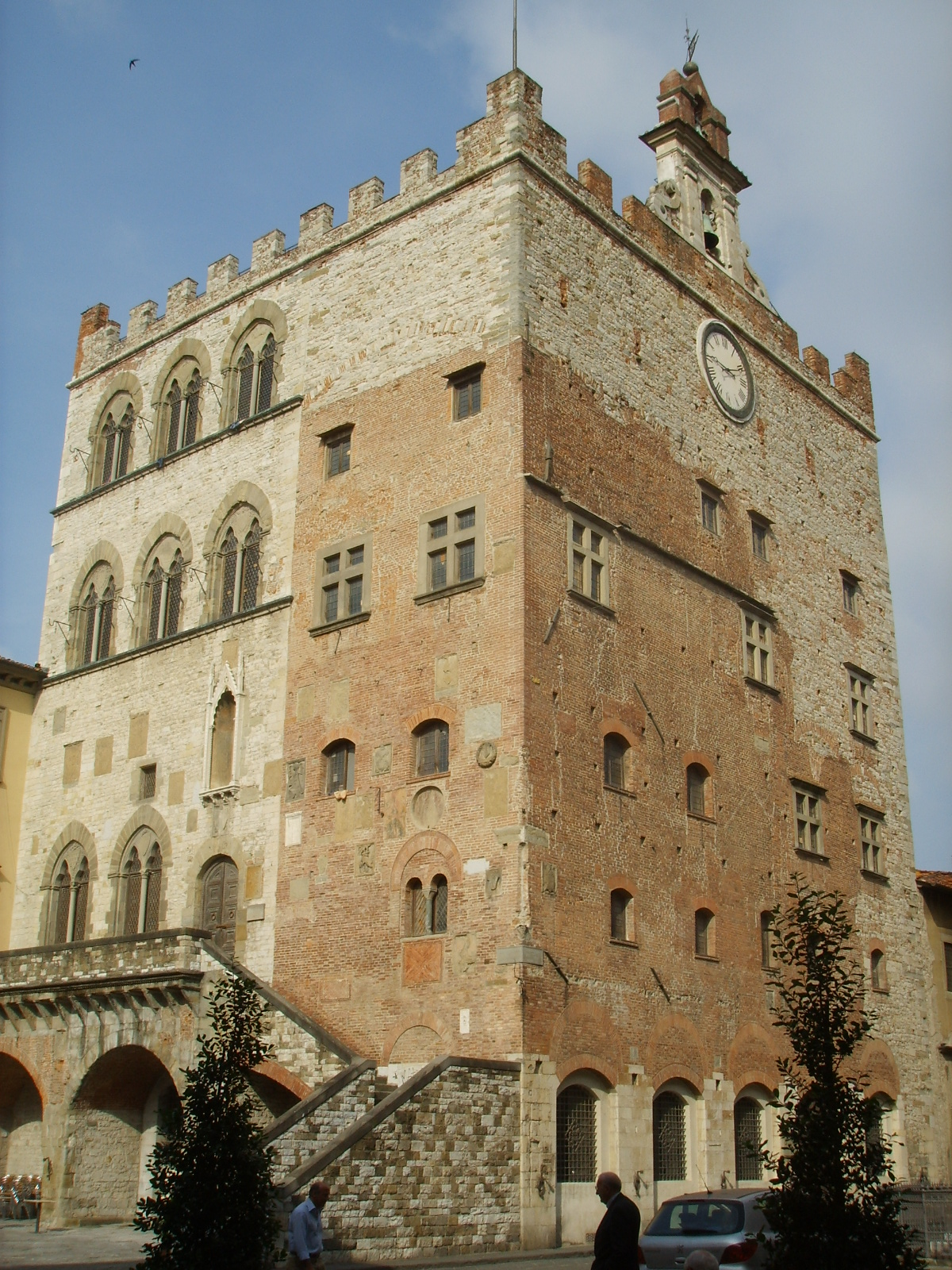
Palazzo pretorio
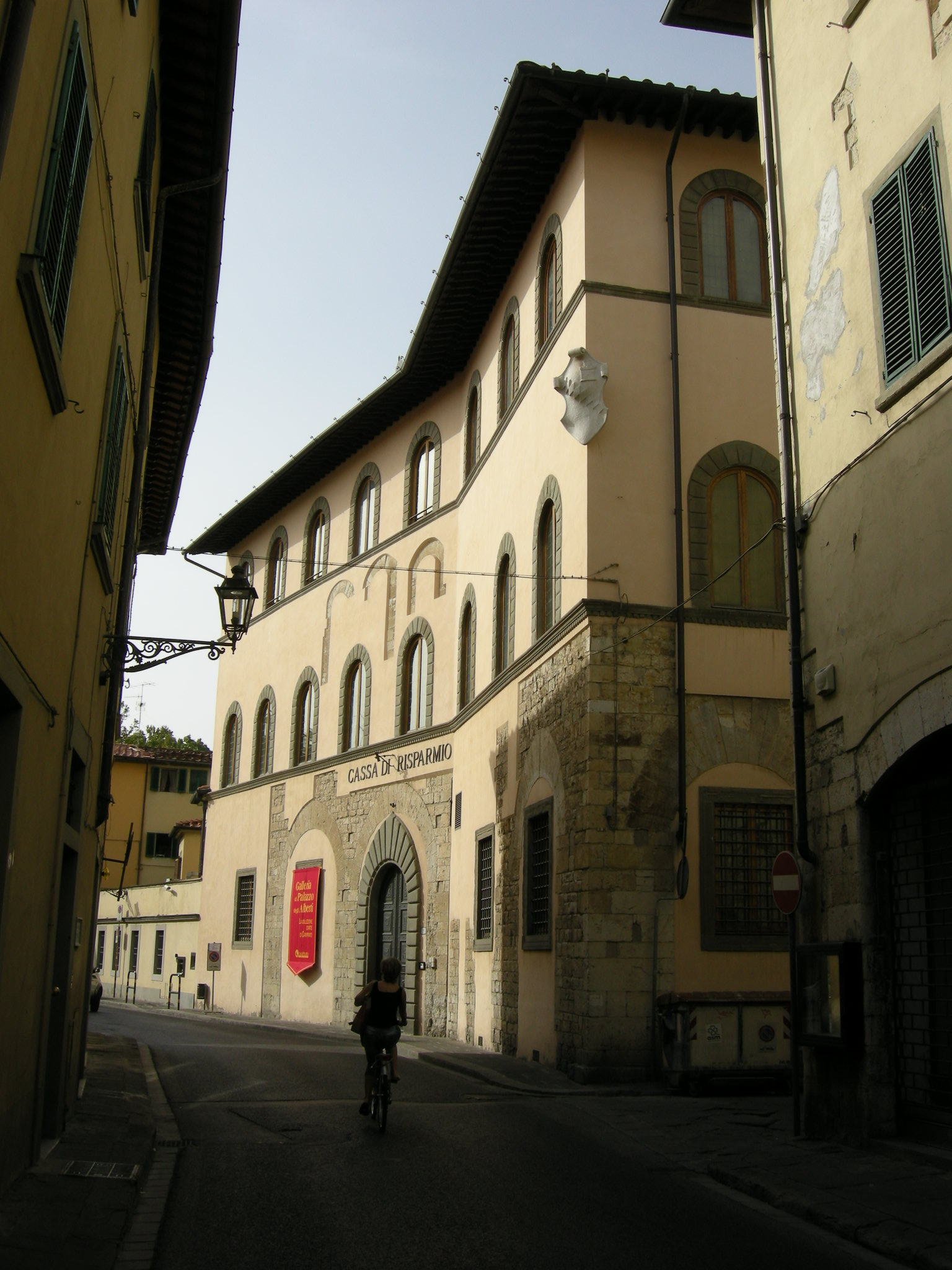
Palazzo Alberti
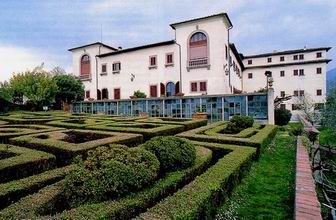
Villa del palco